# Wilson Pittoni
Wilson Omar Pittoni Rodríguez, mais conhecido como Wilson Pittoni (San Antonio, 14 de agosto de 1985) é um ex-futebolista paraguaio que atuava como meia.

## Carreira

### Figueirense
O jogador paraguaio foi apresentado no Figueirense no dia 6 de janeiro de 2011 com um contrato de três anos de duração.
Com uma bela performance, o jogador vem se destacando na equipe, tendo ganho uma chance na seleção de seu país. Atua como segundo volante, podendo também jogar como camisa 10.

### Olimpia
Marcou dois gols sobre o Deportivo Lara da Venezuela em 13 de março, vencendo o jogo por 5 a 1 fora de casa pela Copa Libertadores.
Em 17 de julho de 2013 fez o segundo gol nos acréscimos do segundo tempo do primeiro jogo da final da Taça Libertadores contra o Atlético Mineiro.

### Bahia
Em 11 de janeiro de 2014 foi anunciado como novo reforço do Esporte Clube Bahia, fechou contrato por duas temporadas, Além disso, teve 20% de seus direitos econômicos adquiridos pelo Clube,  No dia 25 de janeiro fez sua estreia como titular no jogo contra o Vitória da Conquista pela Copa do Nordeste Partida vencida pelo Tricolor por 1 x 0, Pittoni foi muito bem nessa partida sendo muito elogiado pela critica. Logo na sua segunda partida pelo tricolor no dia 29 de janeiro jogo valido pelo returno da Copa do Nordeste contra o Vitória da Conquista, Pittoni marca seu primeiro gol pelo clube aos 50 minutos do segundo tempo e da a vitoria ao tricolor de aço  por 2x1 de virada no Estádio Lomanto Júnior.
Em 2015, voltou para o Bahia, para disputar a temporada de 2015.

### Retorno ao Olimpia
Em junho de 2014, foi emprestado ao Olimpia até o final do ano.
Em dezembro de 2015, Pittoni acertou em definitivo com o Olimpia.

## Seleção Paraguaia
Jogando pelo Figueirense, Pittoni foi convocado para a seleção do Paraguai nos jogos contra Panamá e Honduras, devido ao bom futebol apresentado, o meia também fez parte da lista do técnico Arce para o inicio das eliminatórias para a Copa do Mundo FIFA 2014, contra Peru e Uruguai.

## Títulos
Libertad
- Campeonato Paraguaio: 2010 (Clausura)

Bahia
- Campeonato Baiano: 2014, 2015